# Katherine Mackenzie
Katherine Mackenzie (Novi, 10 de abril de 1975) es una deportista estadounidense que compitió en remo. Ganó una medalla de oro en el Campeonato Mundial de Remo de 2002, en la prueba de ocho con timonel.

## Palmarés internacional
| Campeonato Mundial | Campeonato Mundial | Campeonato Mundial | Campeonato Mundial |
| Año                | Lugar              | Medalla            | Prueba             |
| ------------------ | ------------------ | ------------------ | ------------------ |
| 2002               | Sevilla (España)   | Medalla de oro     | Ocho con timonel   |